# Stade Ouezzin-Coulibaly
Pour les articles homonymes, voir Coulibaly.
Le stade Ouezzin-Coulibaly est un stade de football situé à Bamako au Mali. À l’indépendance du Mali en 1960, le stade qui s'appelait alors Frédéric Assomption prend le nom du militant pour l’indépendance de la Haute-Volta, le Burkinabè Ouezzin Coulibaly.

## Histoire
Le stade est construit en 1933 à l'époque du Soudan Français sous le nom Stade Assomption et compte parmi les premiers stades de compétitions officielles du pays. il abritait les matchs de compétitions des clubs maliens suivants: Jeanne d'Arc Football Club, Foyer, Aigle Noir, l'ASPTT, l'AS, Cheminot, Espérance, Gallieni, JSCO, Niger, Richelieu, Racing, USTP, USI, US Kati.

### Travaux de rénovation
La première grande rénovation du stade remonte à 2001. Des travaux débutent le 19 mars 2009 pour une durée prévue d'un an. Ils concernent la rénovation de la tribune ouest et l’extension intérieure avec l’aménagement des vestiaires et de salles multifonctionnelles pour un montant de près d'un milliard de francs CFA financé par le budget spécial d’investissement (BSI). En décembre 2010, le chef d'État malien Amadou Toumani Touré inaugure le nouveau stade . 

## Evènements particuliers
À partir de 2021, le stade accueille l'événement artistique annuel Bama Art.

## Équipements du stade
Le stade Ouezzin Coulibaly fait partie du programme de réhabilitation d'infrastructures sportives lié au Programme de développement économique et social (PDES). D'une capacité de 5.000 places, le stade comprend une arène, un terrain de basket-ball et un vélodrome.